# Bad Erlach
Bad Erlach osztrák mezőváros Alsó-Ausztria Bécsújhelyvidéki járásában. 2020 januárjában 3149 lakosa volt. 

## Elhelyezkedése

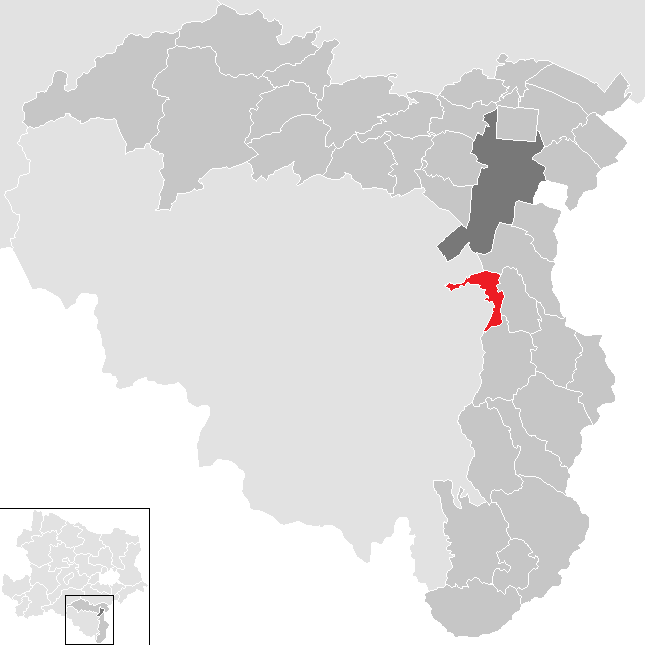
Bad Erlach a Bécsújhelyvidéki járásban

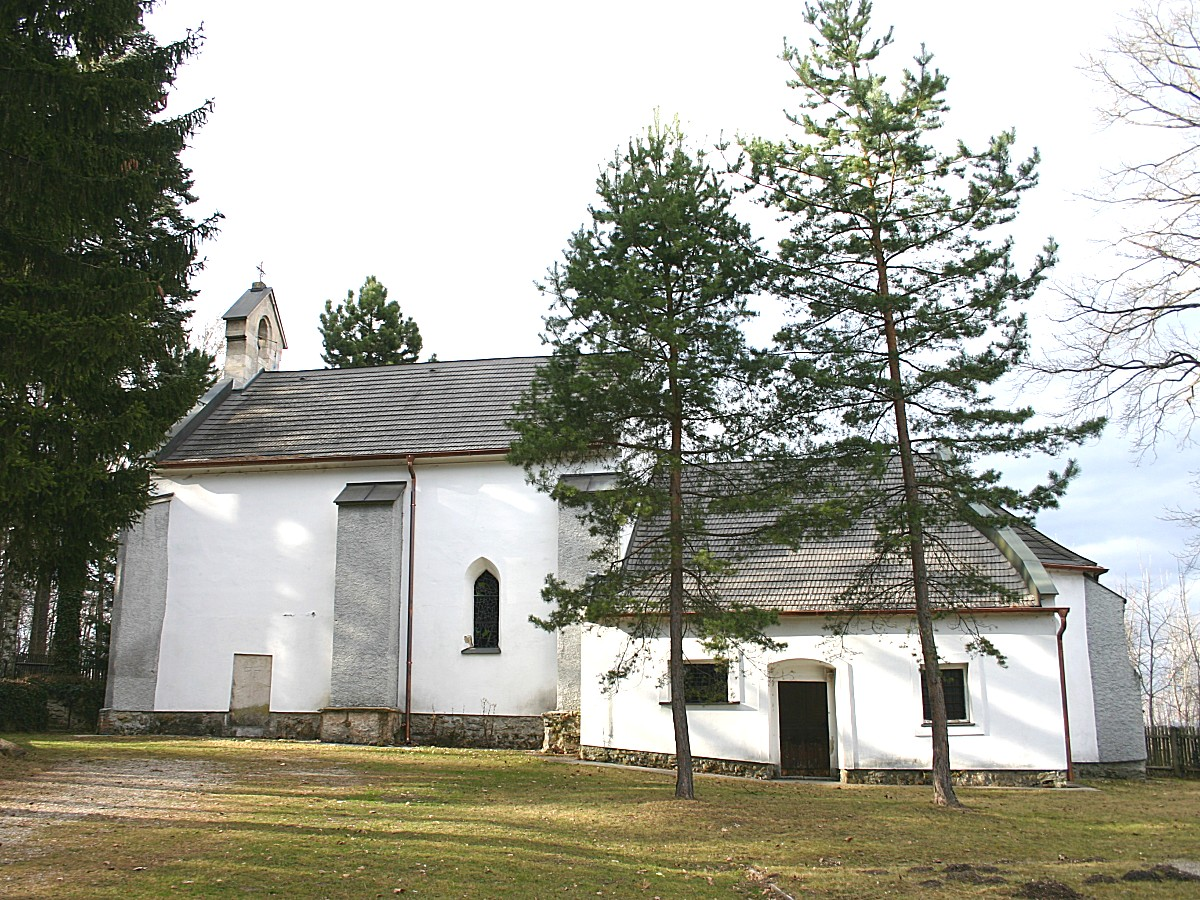
A Szt. Ulrik-templom

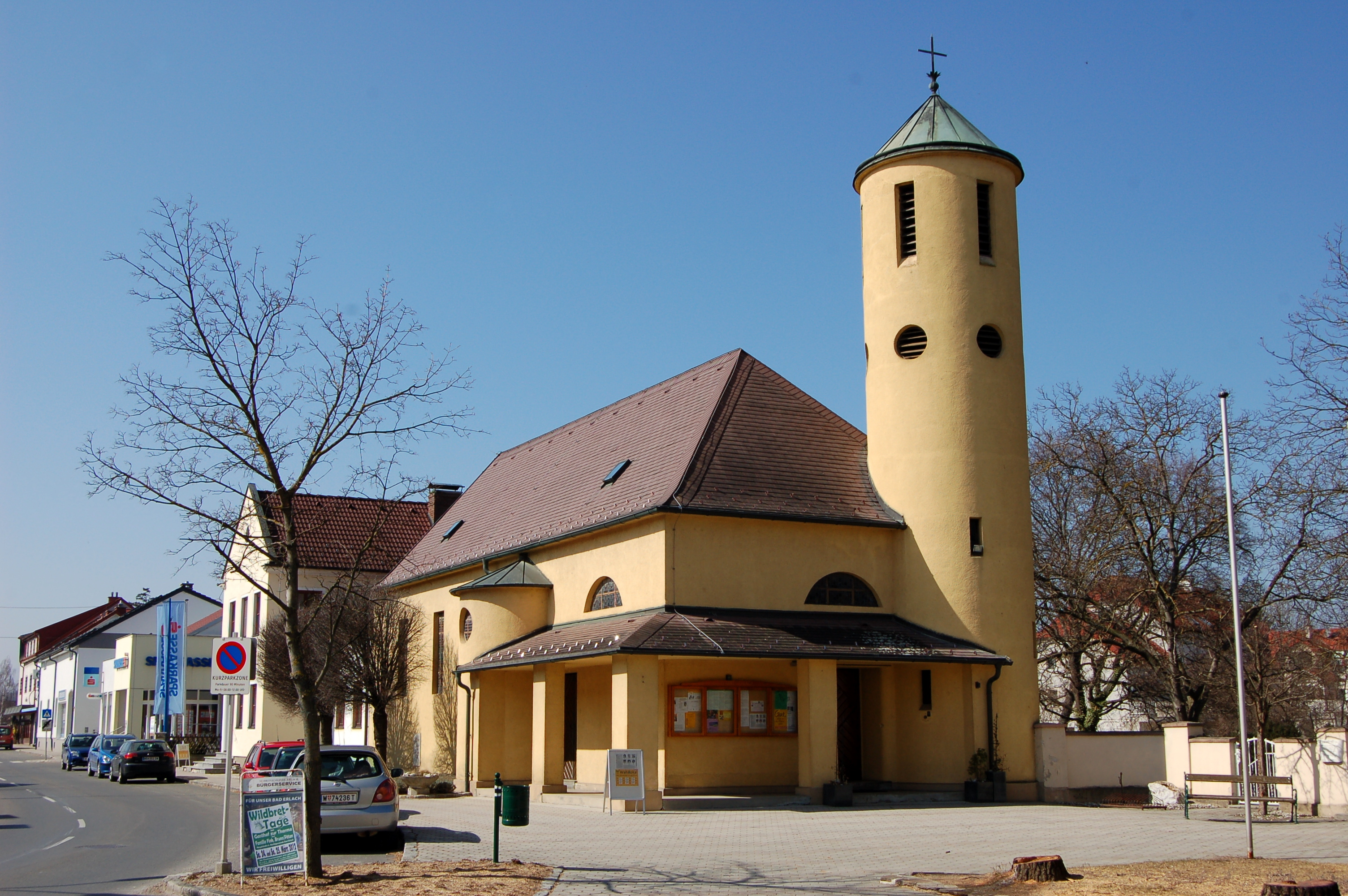
A Szt. Antal-plébániatemplom

Bad Erlach a tartomány Industrieviertel régiójában fekszik a Bucklige Welt dombságán, a Pitten folyó mentén. Itt találkozik a Pitten és a Schwarza, hogy Lajtaként folytassák útjukat. Területének 50,7%-a erdő. Az önkormányzat 3 településrészt és falut egyesít: Bad Erlach (2699 lakos 2020-ban), Brunn bei Pitten (424 lakos) és Linsberg (26 lakos). A kataszteri közösségek Brunn bei Pitten, Bad Erlach és Linsberg.
A környező önkormányzatok: északkeletre Lanzenkirchen, keletre Walpersbach, délre Bromberg, délnyugatra Scheiblingkirchen-Thernberg, nyugatra Pitten, északnyugatra Schwarzau am Steinfeld.

## Története
Erlachot először 987-ben említik, amikor "Elira" lakói kapolnát építettel Szent Ulrik tiszteletére. 1045-ben a Wels-Lambach grófok birtoka volt. 
1850-ben szövő- és fonóüzemet alapítottak a faluban. Kempen von Fichtenstein báró kezdeményezésére a II. József által bezáratott Szt. Ulrik-templomot felújították és ismét megnyitották. 1871-ben az addig független Brunn-Linsberg községet egyesítették Erlachhal. A vasút tíz évvel később, az Aspangbahn megépítésével, 1881-ben jutott el a községbe. 
1995-ben a tartományi kormányzat mezővárosi rangra emelte Erlachot. 2004-ben termálvizet találtak a területén; ennek felhasználásával 2008-ban fürdő létesült. 2007-ben a település felvette a Bad Erlach nevet. 

## Lakosság
A Bad Erlach-i önkormányzat területén 2020 januárjában 3149 fő élt. A lakosságszám 1981 óta dinamikusan gyarapodó tendenciát mutat, azóta másfélszeresére nőtt. 2018-ban az ittlakók 94%-a volt osztrák állampolgár; a külföldiek közül 1,6% a régi (2004 előtti), 2,3% az új EU-tagállamokból érkezett. 1,3% a volt Jugoszlávia (Szlovénia és Horvátország nélkül) vagy Törökország, 0,8% egyéb országok polgára volt. 2001-ben a lakosok 82,6%-a római katolikusnak, 1,4% evangélikusnak, 4,1% mohamedánnak, 9,4% pedig felekezeten kívülinek vallotta magát. Ugyanekkor 11 magyar élt a mezővárosban; a legnagyobb nemzetiségi csoportokat a német (93%) mellett a törökök (1,5%) és a horvátok (1,1%) alkották.  
A népesség változása:

| 2016 | 2 996 |
| 2018 | 3 084 |

## Látnivalók
- az 1933-ban épült Szt. Antal-plébániatemplom A templomban található az 1320 körül készült erlachi Madonna másolata (az eredeti 1939-ben az Ulrik-templomból a bécsi érseki múzeumba került)
- a Szt. Ulrik-templom vagy "erdei templom".
- a linsbergi kastély
- a helytörténeti múzeum egy egykori malom épületében
- az Excentriquehöhle védett cseppkőbarlang

## Fordítás
- Ez a szócikk részben vagy egészben  a   Bad Erlach című német Wikipédia-szócikk ezen változatának fordításán alapul.  Az eredeti cikk szerkesztőit annak laptörténete sorolja fel. Ez a jelzés csupán a megfogalmazás eredetét és a szerzői jogokat jelzi, nem szolgál a cikkben szereplő információk forrásmegjelöléseként.